# Lalo Sardiñas
Eduardo "Lalo" Sardiñas (provincia de Oriente, Cuba, 1931-La Habana, Cuba, 23 de enero de 2011) fue un guerrillero cubano que integró el grupo del Movimiento 26 de Julio conducido por Fidel Castro durante la Revolución cubana de 1958-1959.

## Biografía
Eduardo Sardiñas era un comerciante que actuaba en la zona de Sierra Maestra en la década del 50. En 1957 se sumó a la recién establecida guerrilla de Fidel Castro luego de matar a un desconocido que había entrado a su casa. Al crearse la Segunda Columna (la llamada Cuarta Columna) al mando del Che Guevara, este lo designó como su segundo al mando, con el grado de capitán. En varios combates y escaramuzas demostró valor e inteligencia.
En septiembre de 1957, para castigar a uno de sus hombres por un acto de indisciplina, Sardiñas intentó pegarle en la cabeza con su pistola, disparándosele un tiro que lo mató en el acto. El hecho produjo una reacción generalizada de los guerrilleros exigiendo que se fusilara a Sardiñas. El Che Guevara y Fidel Castro, con una opinión diferente que el de la mayoría del ejército rebelde intentaron durante todo un día convencer a sus hombres que fusilar a Sardiñas constituía un castigo excesivo. Finalmente se realizó una conflictiva votación entre todos los integrantes del ejército rebelde en la que, por una pequeña diferencia, se decidió degradar pero no fusilar: 76 guerrilleros votaron por la degradación mientras 70 lo hicieron por la muerte.
A consecuencia del juicio, Lalo Sardiñas fue degradado y reemplazado por Camilo Cienfuegos como Segundo Comandante del Che Guevara en la Cuarta Columna. Más adelante, en junio de 1958 Lalo Sardiñas, ahora con el grado de teniente y al mando de un batalló de 23 hombres, desempeñó un papel clave en detener la ofensiva militar del gobierno sobre las posiciones guerrilleras en Sierra Maestra, hecho que luego habilitaría la contraofensiva que llevaría finalmente a la caída del dictador Fulgencio Batista.
Pocas semanas después, cuando la guerrilla decide bajar al llano y comenzar la marcha sobre Santa Clara, Sardiñas fue ascendido a comandante y puesto al mando de la Columna N.º 12 Simón Bolívar. En esa función desempeñó nuevamente un papel importante al evitar que las tropas del gobierno rodearan  en el límite entre Camagüey y Oriente a las columnas de Camilo Cienfuegos y el Che Guevara que avanzaban hacia el Escambray. Finalmente, el día anterior a la fuga de Fulgencio Batista, el 30 de diciembre de 1958 Sardiñas y sus hombres tomaron definitivamente la ciudad de Jobabo.